# Fióna
A Fióna kelta eredetű női név, jelentése: szőke, világos.

## Gyakorisága
Az 1990-es években szórványos név, a 2000-es években nem szerepel a 100 leggyakoribb női név között.

## Névnapok
ajánlott névnap
- augusztus 11.[2]

## Híres Fiónák
Fiona Shaw ír színésznő